# Ach Gott, wie manches Herzeleid, BWV 3
Ach Gott, wie manches Herzeleid, BWV 3 (Oh Dios, cuánta angustia) es una cantata de iglesia escrita por Johann Sebastian Bach en Leipzig para el segundo domingo después de la Epifanía y estrenada el 14 de enero de 1725. Está basada en el himno homónimo escrito por Martin Moller en 1587.

## Historia
Bach compuso esta obra durante su estancia como Thomaskantor en Leipzig para el segundo domingo después de la festividad de la Epifanía. Formó parte de su segundo ciclo anual de cantatas corales, que había empezado con O Ewigkeit, du Donnerwort, BWV 20 para el primer domingo después de la Trinidad de 1724. La cantata fue interpretada por primera vez el 14 de enero de 1725.

## Análisis

### Texto
Las lecturas establecidas para ese día eran de la epístola a los romanos (Romanos 12:6-16) y del evangelio según San Juan, las bodas de Caná (Juan 2:1-11).
Es una cantata coral basada en el himno de 18 estrofas atribuido a Martin Moller de 1587. A su vez se trata de una paráfrasis del latín "Jesu dulcis memoria", un himno medieval atribuido a Bernardo de Claraval, que reflexiona sobre Jesús como ayudante en la angustia. El libretista desconocido mantuvo la letra de las estrofas 1, 2 y 18 como movimientos 1, 2 y 6. En el movimiento 2, la estrofa 2 es amplía mediante paráfrasis de las estrofas 3–5. El movimiento 3 es una paráfrasis de la estrofa 6. El movimiento 4 incorpora ideas de las estrofas 7–14. El movimiento 5 se basa en las estrofas 15 y 16. El poeta no trató de relacionarlo con el sermón.

### Instrumentación
La obra está escrita para cuatro solistas vocales (soprano, alto, tenor y bajo) y un coro a cuatro voces; una trompa (alternativamente un corno da caccia) para doblar el cantus firmus en el coral de cierre, trombón, dos oboes d'amore, dos violines, viola y bajo continuo.

### Estructura
Consta de seis movimientos:
1. Coro: Ach Gott, wie manches Herzeleid
2. Recitativo y coral (SATB): Wie schwerlich läßt sich Fleisch und Blut
3. Aria (bajo): Empfind ich Höllenangst und Pein
4. Recitativo (tenor): Es mag mir Leib und Geist verschmachten
5. Aria dúo (soprano, alto): Wenn Sorgen auf mich dringen
6. Coral: Erhalt mein Herz im Glauben rein

En el coro de apertura el cantus firmus está en el bajo, que es doblado por el trombón, como en Ach Herr, mich armen Sünder, BWV 135. Su carácter de lamentación se fundamenta en "sonidos elegíacos" de los oboes d'amore, suspirando motivos en las cuerdas, y las voces superiores que reflejan los motivos del oboe.
El recitativo combina la melodía del himno, cantado por el coro a cuatro voces, con el texto interpolado cantado por los solistas. Las líneas del himno están separadas por un alegre motivo ostinato derivado de la melodía del coral. El aria de bajo, acompañado solo por el bajo continuo, manifiesta el contraste de la angustia del infierno («Höllenangst») y el cielo de la alegría («Freudenhimmel»), con incalculables sufrimientos («unermessnen Schmerzen») que desaparecen en una ligera bruma («leichte Nebel»). En el dúo de soprano y contralto, escrito en un brillante mi mayor, según Christoph Wolff las voces se integran en una "densa textura de cuarteto". Llega a la conclusión de que el movimiento "hace desaparecer la preocupación humana a través de cantos de júbilo". El coral de cierre es un arreglo a cuatro voces.

## Discografía selecta
De esta pieza se han realizado una serie de grabaciones entre las que destacan las siguientes:
- 1969 – Cantatas, Arias & Choruses. Brian Priestman, Bach Aria Group Chorus & Orchestra, Lois Marshall, Maureen Forrester, Richard Lewis, Norman Farrow (Vox late)
- 1970 – J.S. Bach: Das Kantatenwerk Vol. 1. Nikolaus Harnoncourt, Wiener Sängerknaben, Chorus Viennensis, Concentus Musicus Wien, solista del Wiener Sängerknaben, Paul Esswood, Kurt Equiluz, Max van Egmond (Teldec)
- 1980 – Die Bach Kantate Vol. 22. Helmuth Rilling, Gächinger Kantorei, Bach-Collegium Stuttgart, Arleen Augér, Gabriele Schreckenbach, Lutz-Michael Harder, Philippe Huttenlocher (Hänssler)
- 1999 – Bach Edition Vol. 12. Cantatas Vol. 6. Pieter Jan Leusink, Holland Boys Choir, Netherlands Bach Collegium, Ruth Holton, Sytse Buwalda, Knut Schoch, Bas Ramselaar (Brilliant Classics)
- 2000 – Bach Cantatas Vol. 19. John Eliot Gardiner, Monteverdi Choir, English Baroque Soloists, Joanne Lunn, Richard Wyn Roberts, Julian Podger, Gerald Finley (Soli Deo Gloria)
- 2001 – J.S. Bach: Complete Cantatas Vol. 15. Ton Koopman, Amsterdam Baroque Orchestra & Choir, Sandrine Piau, Bogna Bartosz, Paul Agnew, Klaus Mertens (Antoine Marchand)
- 2004 – J.S. Bach: Cantatas Vol. 29. Masaaki Suzuki, Bach Collegium Japan, Dorothee Mields, Pascal Bertin, Gerd Türk, Peter Kooy (BIS)